# Molen Hollebeke
De Molen Hollebeke (Frans: Moulin Hollebecque of Moulin d'Halluin) is een ronde stenen molen van het type stellingmolen die zich bevindt in de gemeente Halluin in het Franse Noorderdepartement.

## Geschiedenis
De molen werd gebouwd van 1877-1879 en fungeerde als korenmolen. Opdrachtgever was Cyrille Hollebeke. De hoogte van de molen maakt het mogelijk om wind te vangen boven de huizen en de bomen uit. Reeds in 1888 werd ze voorzien van een stoommachine en een generator. Deze stonden opgesteld in een bijgebouw dat nu verdwenen is.
In 1988 werd de molen door de gemeente Halluin gekocht. Er volgden restauratiewerkzaamheden en op 6 juni 1992 werd de molen opnieuw ingewijd.
Het molen en het molenaarshuis zijn in 1989 beschermd als monument historique. Het molenaarshuis is tegenwoordig in gebruik als café.